# Giovanni Bassano
Giovanni Bassano (* 1551 oder 1552; † 17. August 1617 in Venedig) war ein italienischer Musiker und Komponist der Venezianischen Schule an der Grenze der Renaissance- zur Barockmusik. Sein Schaffen nimmt eine Schlüsselstellung ein in der Entwicklung der Instrumentalmusik am Markusdom. Er hinterließ eine Schrift Ricercate, passagi et cadentie, mit detaillierten Angaben zur damaligen Verzierungstechnik, die eine umfangreiche Quelle für die spätere historische Aufführungspraxis wurde. Es ist nicht bekannt, ob er mit der Musikerfamilie Bassano verwandt war.

## Leben
Über Bassanos frühe Lebensjahre existieren keine Quellen. Er trat zuerst 1576 als Instrumentalmusiker an San Marco in Venedig in Erscheinung. Dort erwarb er schnell einen Ruf als einer der besten Instrumentalisten in Venedig. Um 1585 veröffentlichte er seine erste Schrift Ricercate, passagi et cadentie mit einer ausführlichen und genauen Beschreibung, wie bei der Transkription von Vokalmusik die Instrumentalstimmen mit Verzierungen zu versehen sind. Im selben Jahr wurde er Musiklehrer an dem dem Markusdom angeschlossenen Seminar. 1601 wurde er als Nachfolger des verstorbenen Girolamo Dalla Casa der Leiter der Ausbildungsstätte. Diese Stellung behielt er bis zum Tode inne. Der genaue Zeitpunkt seines Todes ist nicht bekannt, lässt sich jedoch auf den Sommer des Jahres 1617 datieren, da dann beide Ämter gleichzeitig neu besetzt wurden.

## Werk
Bassano übte sowohl als Instrumentalmusiker wie auch als musikalischer Leiter einen entscheidenden Einfluss auf die Musik der Gabrieli aus. Wahrscheinlich waren die kunstvollen Zinkpartien von Giovanni Gabrieli für ihn als Solisten gedacht. Neben der Dommusik leitete Bassano mehrere Ensembles der venezianischen Pifferari, den Kapellen aus Sackpfeifen, Flöten, Schalmeien, Flageoletten, Dulzianen und anderen Blasinstrumenten, die an anderen Kirchen von Venedig und zu festlichen Anlässen spielten.
Er wirkte auch als Komponist, wenngleich sein kompositorisches Werk durch seinen Ruhm als Instrumentalist und Theoretiker der Aufführungspraxis in den Hintergrund trat. Er komponierte Motetten und Concerti ecclesiastici im Stil der venezianischen Mehrchörigkeit, daneben Madrigale, weltliche Kanzonetten und Instrumentalwerke. Die Kanzonetten wurden auch außerhalb Italiens berühmt. Thomas Morley lernte sie kennen und gab sie 1597 in London in englischer Übersetzung in Druck.
Einige von Bassanos Instrumentalwerken sind von hoher kontrapunktischer Kunstfertigkeit, die sich in den mehr zeremoniellen, homophonen Kompositionen nicht zeigt. Die Stimmführung seiner Fantasien und Ricercare ist dicht durchimitiert und zeigt komplexe motivische Arbeit. Die stilistische Ähnlichkeit seiner Motetten mit dem Frühwerk von Heinrich Schütz, der ebenfalls Schüler Gabrielis gewesen war, legt die Möglichkeit nahe, dass beide einander gekannt haben.